# Cornelis Tromp
Cornelis Maartenszoon Tromp, född 9 september 1629 i Rotterdam, död 29 maj 1691 i Amsterdam, var en greve och nederländsk sjömilitär; amiral 1691.

## Biografi
Tromp var son till amiralen Maarten Harpertszoon Tromp och Dignom Cornelisdochter de Haes. 
1676 erbjöds han befälet över den danska flottan och ledde den förenade dansk-nederländska flottan till seger i slaget vid Ölands södra udde år 1676. Tromp ledde tillsammans med Niels Juel den danska landstigningen i Ystad i juni 1676. Han hjälpte sedan till att inordna södra Skåne under danskt styre igen och gav bland annat danska "skovridere" som kapten Bendix Clausen licens till att värva lokala försvarsförband runt Ystad och på Österlen (då Östreslätt). Clausen kom senare att stämplas som snapphane av svenskarna och avrättades av svenskarna – på så sätt hade Tromp också inflytelse på snapphanerörelsen. Tromp besökte baron Jörgen Krabbe på Krageholm och tog en semester på två veckor där under sommaren 1676. 
Tromp erbjöds av danskarna titeln Greve av Sölvesborg.